# Plagithmysus raillardiae
Plagithmysus raillardiae là một loài bọ cánh cứng trong họ Cerambycidae.